# Збігнев Цибульський
Збігнев Хуберт Цибульський (пол. Zbigniew Hubert Cybulski; 3 листопада 1927, с. Княже Снятинського повіту Станіславського воєводства (нині Снятинського району Івано-Франківщині) — 8 січня 1967, Вроцлав) — легенда польського кіно і театру, національний герой Польщі

## Життєпис
Збігнев Цибульський завжди підкреслював, що народився і виріс у селі Княже на Покутті, в Україні. На межі сіл Княже і Долішнє Залуччя нині у високих бур'янах можна побачити залишки родового будинку польського землевласника Йосипа Ярузельського та парку.
Батько доводився зятем Юзефові Ярузельському, який був рідним братом батька майбутнього очільника Польщі Войцеха Ярузельського.
Навчався у місцевій школі, згодом у польській гімназії у Снятині і Коломиї.
16 вересня 1939 в будинку Ярузельського відбуло нараду перед відступом до Румунії вище командування польського війська, розгромленого німецькими і радянськими арміями. Уся родина Ярузельських відмовилась емігрувати до Румунії з відступаючою польською армією. Вважали своєю батьківщиною українське Покуття. В селі польську родину поважали; Ярузельський був головним місцевим роботодавцем, меценатом і утримував всю соціальну програму і місцеву школу.
Та з приходом Червоної армії родини Ярузельських і Цибульських як «експлуататори трудового народу і його вороги» були депортовані до Сибіру першими.
Юному Збігневу місцеві мешканці допомогли уникнути арешту та депортації і він протягом «перших совітів» і німецько-угорської окупації 1941—1944 рр. переховувався у мешканців села Княже Катерини і Йосипа Томашевських, у знайомих в Снятині і Коломиї.
У березні 1944 під час відступу німецьких військ будинок Ярузельського разом із всіма будівлями і ґуральнею був підпалений власовцями, котрі їх охороняли.
1945 вісімнадцятирічного юнака органи НКВС усе-таки вистежили і виселили до Польщі під час масової депортації поляків із Західної України.
Збігнев завжди пам'ятав своє рідне село, хоча доля після депортації вже не подарувала йому більше можливостей навідатися як до рідного села, так і до могил у родинному костелі у Горішньому Залуччі.
8 січня 1967, повертаючись із зйомок, на пероні № 3 вроцлавського залізничного двірця намагався устрибнути у вагон потяга, який вже рухався, попав під колеса і через годину помер у лікарні.
Похований у центрі Катовиць, на католицькому цвинтарі по вул. Генріха Сенкевича.

## Трудовий і творчий шлях
У Польщі Збігнев Цибульський почав шукати власний шлях у житті. Спочатку вчився у Торговій академії, потім — у Вищій школі журналістики, а згодом — у Вищій театральній школі у Кракові, яку закінчив 1953. Грав в Академічному театрі у Кракові, затим у Леона Шіллера в театрі «Вибреже» у Гданську, де заприятелював з актором Богумилом Кобелею.
Заснував студентський театр «Бім-Бом», був його художнім керівником, а затим — і «Театр розмов».
1961 переїхав до Варшави, де його до співпраці у фільмах запрошували видатні польські режисери Анджей Вайда, Анджей Мунк, Єжи Кавалерович, Войцех Хас, Тадеуш Конвіцький тощо.
Уперше в кіно Збігнев дебітував епізодичною роллю Костика у фільмі Анджея Вайди «Покоління». Найзначніші роботи, що принесли йому надзвичайну популярність у Польщі та зробили символом покоління, що вийшло з війни «з гіркотою поразки», була трагічна роль Мацека Хелміцького в художній стрічці А. Вайди «Попіл і алмаз» і фільм Є. Кавалеровича «Поїзд» (1959, у радянському прокаті «Загадковий пасажир»).
Знімався і в різножанрових фільмах. В останні роки життя працював над сценарієм власного дебюту в кіно, поставив ряд театральних спектаклів на сценах театру «Атенеум» і Театру Польського в Щеціні.
Улітку 2010 малу батьківщину З. Цибульського відвідав польський історик, професор Станіслав Ніцея, який готує до друку книжку про товариша своєї молодості.

## Фільмографія
| - 1954 — Pokolenie - 1954 — Kariera - 1955 — Trzy starty ( - 1956 — Загадка старої штольні / Tajemnica dzikiego szybu - 1957 — Wraki (as Rafał Grabień) - 1957 — Koniec nocy - 1958 — Ósmy dzień tygodnia (впродовж 20 років цензура забороняла показ цього фільму) - 1958 — Попіл і діамант - 1958 — Krzyż Walecznych - 1959 — Поїзд - 1960 — Do widzenia, do jutra - 1960 — Innocent Sorcerers - 1960 — Rozstanie - 1962 — Лялька - 1962 — Miłość dwudziestolatków - 1962 — Як бути коханою - 1963 — Ich dzień powszedni | - 1963 — Дівчина з банку - 1963 — Zbrodniarz i panna - 1963 — Milczenie - 1963 — Rozwodów nie będzie - 1964 — Kochać - 1964 — Giuseppe w Warszawie - 1964 — Рукопис, знайдений у Сарагосі - 1965 — Pingwin (as Łukasz) - 1965 — Salto - 1965 — Sam pośród miasta - 1965 — Jutro Meksyk - 1966 — Przedświąteczny wieczór - 1966 — Mistrz - 1966 — Iluzja - 1966 — Szyfry - 1967 — Cała naprzód - 1967 — Morderca zostawia ślad - 1967 — Jowita |

## Вшанування пам'яті
У Княжому вже не зосталося серед живих тих, хто особисто знав Збігнева і допомагав йому пережити лиху годину, але в Горішньому Залуччі ще й зараз мешкають друзі його дитинства.
Про видатного актора А. Вайда зняв фільм «Усе на продаж» і декілька документальних стрічок.
У 1969 у Польщі в галузі кіно засновано премію імені Збігнева Цибульського.
8 січня 1997 на місці загибелі Цибульського була встановлена пам'ятна табличка.
1996 признаний найкращим польським актором всіх часів.